# Syntrophobacterales
Die Syntrophobacterales bilden entsprechend der List of Prokaryotic names with Standing in Nomenclature (LPSN) innerhalb der Deltaproteobacteria eine Ordnung von großteils sulfatreduzierenden Bakterien. Man spricht von der Desulfurikation oder Sulfatreduktion. Die den Artnamen vorangestellte Silbe Desulfo- steht für diesen Stoffwechselweg. Viele Arten dieser Ordnung nutzen allerdings zusätzlich, wenn nicht genügend Schwefelverbindungen vorhanden sind, auch die Gärung als energieerzeugenden Stoffwechselweg. Einige Gattungen bzw. Arten sind nicht zu der Desulfurikation fähig, dann ist die Gärung der einzige Stoffwechselweg zur Energieerzeugung. Dies ist z. B. bei Syntrophus der Fall. Die Ordnung besteht aus zwei Familien: Syntrophobacteraceae und Syntrophaceae. Die Syntrophorhabdaceae werden nicht mehr in die Ordnung subsumiert.
In der Taxonomie der Genome Taxonomy Database (GTDB) und des National Center for Biotechnology Information (NCBI) gehören die Syntrophobacterales zur Klasse Syntrophobacteria  des Phylums Desulfobacterota.

## Ökologie und Merkmale
Einige Mitglieder leben syntroph: Das Wachstum wird durch Austausch von bestimmten Stoffwechselprodukten mit anderen Bakterien ermöglicht. So oxidiert Syntrophobacter Propionat, es entsteht Acetat, CO2 und H2. Für das Wachstum ist ein Wasserstoff und Formiat verbrauchender Organismus, z. B. Desulfovibrio erforderlich, da Syntrophobacter einen geringen Wasserstoff- und Formiatgehalt in der Umgebung benötigt, um die Oxidation energiegewinnend einzusetzen. Bakterien, die durch den Stoffwechsel Acetat als einziges organisches Endprodukt erzeugen, werden als acetogene Bakterien bezeichnet. Eine syntrophe Assoziation mit methagonen Archaeen (Methanbildner) kann ebenfalls bestehen.
Alle Arten der Syntrophobacterales sind strikt anaerob. Einige Arten sind durch Flagellen beweglich, meist ist dabei eine polare Flagelle vorhanden. Einige Arten besitzen Flagellen nur im frühen Wachstumstadium der Kulturen, z. B. Syntrophus buswellii und Syntrophobacter pfennigii. Die Zellen sind meist stäbchenförmig. Thermodesulforhabdus norvegica und Desulfacinum infernum (Familie Syntrophobacteraceae) sind thermophil, ihre Wachstumsraten sind bei Temperaturen um 60 °C am höchsten. Alle anderen Gattung sind mesophil. Habitate aller Arten dieser Ordnung sind anoxisches (kein Sauerstoff enthaltendes) Süß- oder Meerwasser.

## Desulfurikation
Bei der Sulfatatmung als Form des Energiestoffwechsels dienen Sulfat, Thiosulfat oder Sulfit als Elektronenakzeptoren, nicht Sauerstoff wie bei der aeroben Atmung. Die entsprechenden Schwefelverbindungen werden hierbei zu Schwefelwasserstoff reduziert. Einfache organische Verbindungen wie z. B. Pyruvat, Butyrat, Ethanol und Lactat dienen als Elektronendonatoren und Kohlenstoffquelle, sie werden oxidiert bzw. assimiliert. Syntrophobacter (Familie Syntrophaceae), Syntrophus und Smithella (Familie Syntrophobacteraceae) oxidieren die organischen Stoffe nicht vollständig, das Produkt ist Acetat. Alle anderen Arten oxidieren die organischen Stoffe vollständig zu Kohlendioxid.
Sulfatreduzierende Bakterien werden auch als Desulfurikanten, Desulfurizierer oder Sulfatatmer bezeichnet. Im englischen Sprachgebrauch findet man die Bezeichnungen sulfate reducing bacteria (SRB), bei Einschluss auch von sulfatreduzierenden Archaeen auch sulfate reducing prokaryotes (SRP) oder allgemein sulfate/sulfite reducing microbia (SRM).
Weitere Desulfurikanten sind nach der herkömmlichen Taxonomie innerhalb der Deltaproteobakterien in den Ordnungen Desulfobacterales und Desulfovibrionales vertreten. Vertreter der Desulfuromonadales sowie der Desulfurellaceae, bislang ebenfalls bei den Deltaproteobakterien eingeordnet, bezeichnet man als schwefelreduzierende Bakterien, sie nutzen kein Sulfat, sondern hauptsächlich elementaren Schwefel (oder auch Thiosulfat) als Elektronenakzeptor.
Nach neueren Vorschlägen gehören diese aber zusammen mit der Klasse Thermodesulfobacteria von thermophilen Desulfurizierern in deren Phylum Thermodesulfobacteriota gestellt, das dann mit diesen Neuzugängen zusammen gelegentlich auch als Desulfobacterota bezeichnet wird.
Des Weiteren tritt die Desulfurikation in der Ordnung Clostridiales des Phylums Bacillota (Firmicutes) auf, beispielsweise in der Gattung Desulfotomaculum. Auch in der Domäne Archaea gibt es Desulfurizierer, z. B. die Gattung Archaeoglobus (Familie Archaeoglobaceae).

## Systematik
Im September 2023 wurden der Ordnung Syntrophobacterales zwei Familien zugeordnet: Die Syntrophobacteraceae und die Syntrophaceae.
Es folgt eine Liste einiger Gattungen (Stand: 3. September 2023):
- Syntrophobacteraceae Kuever et al. 2006
  - Desulfacinum Rees et al. 1995 emend. Sievert and Kuever 2000
  - Desulfoferrobacter Davidova et al. 2022
  - Desulfoglaeba Davidova et al. 2006
  - Desulforhabdus Oude Elferink et al. 1997
  - Desulfosoma Baena et al. 2011
  - Desulfovirga Tanaka et al. 2000
  - Syntrophobacter Boone & Bryant 1984
  - Thermodesulforhabdus Beeder et al. 1996

- Syntrophaceae Kuever et al. 2006
  - Desulfobacca Oude Elferink et al. 1999
  - Desulfomonile DeWeerd et al. 1991
  - Smithella Liu et al. 1999
  - Syntrophus Mountfort et al. 1984